# 斯泰齊基夫卡 (庫皮揚斯克區)
49°54′43″N 37°31′57″E / 49.91194°N 37.53250°E
斯泰齊基夫卡（烏克蘭語：Стецьківка）是位於烏克蘭東部的村莊，由哈爾科夫州庫皮揚斯克區的大布尔卢克市镇負責管轄。該村始建於1868年，面積0.84平方公里，海拔高度108米，2001年人口219，人口密度每平方公里259.8人。